# Vinöleden

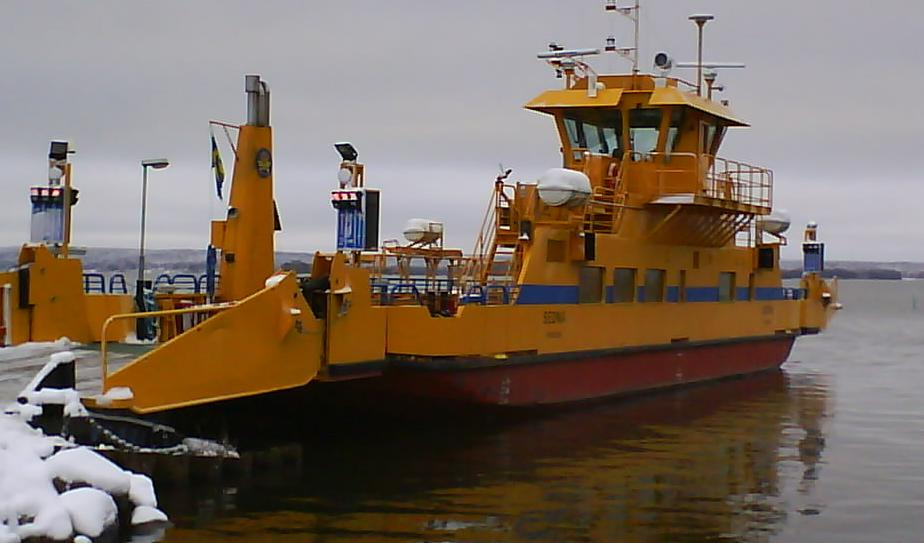
M/S Sedna vid färjeläget på Vinön.

Vinöleden är en svensk allmän färjeled. Den drivs av Trafikverket Färjerederiet och förbinder Vinön, som är Hjälmarens största ö, med fastlandet i Hampetorp.
Leden är ungefär fem kilometer lång och är en av Sveriges längsta insjöfärjeleder. Överfarten till Vinön med färjan Sedna tar omkring 16 minuter. Färjan tar som mest 14 personbilar och kör omkring 15 turer om dagen. Sommartid trafikeras färjeleden även av reservfärjan Vinösund och antalet dagliga turer blir då runt 24. 
Båda färjorna är ganska små, och skälet till att man inte kör en större färja på Vinöleden är att färjorna måste vara små nog att kunna passera Hjälmare kanal, när de ska till Tenövarvet för service[källa behövs].
Vintrar med tjock is anläggs vinterväg till Vinön. Detta är dock inte så vanligt, och skedde senast vintern 2002-03[källa behövs]. Vinöleden var den sydligaste led där isväg anlades av Trafikverket. Efter 2006, när Sedna levererades till Vinöleden, avyttrades utrustningen för att anlägga isväg.